# Loligosepia
Loligosepia è un genere di molluschi cefalopodi estinti, appartenente ai vampiromorfi. Visse tra il Triassico superiore e il Giurassico medio (Retico - Toarciano, circa 204 - 183 milioni di anni fa) e i suoi resti fossili sono stati ritrovati in Europa.

## Descrizione
Questo animale doveva assomigliare molto a una seppia o a un calamaro attuali, come ricorda anche il nome scientifico (che significa appunto "seppia - calamaro"), anche se non era strettamente imparentato con nessuno dei due. Grazie a un esemplare perfettamente conservato, si è potuto ricostruire perfettamente l'aspetto dell'animale completo di tessuti molli: Loligosepia possedeva non dieci, ma otto braccia prive di uncini, lunghe quasi la metà del corpo; in totale, l'animale intero poteva superare la lunghezza di 40 centimetri. Stranamente, sembra che le braccia non fossero dotate né di ventose (come quelli di calamari, seppie e polpi) né di uncini (come quelli delle belemniti). 

## Classificazione
Loligosepia è il genere eponimo dei Loligosepiidae, una famiglia di molluschi cefalopodi coleoidi considerati ancestrali agli attuali vampiroteutidi, e con essi raggruppati nel gruppo dei Vampyromorpha. Il genere Loligosepia è conosciuto per varie specie, la più antica delle quali (Loligosepia neidernachensis) risale alla fine del Triassico ed è nota per fossili provenienti dalla Germania. Altre specie sono L. bucklandi dell'inizio del Giurassico dell'Inghilterra e la ben nota Loligosepia aalensis, nota per numerosi fossili ben conservati provenienti dalla Posidonia Shale del Toarciano della Germania.

## Paleoecologia
Alcuni uncini di belemniti conservatisi nella parte posteriore del mantello di un esemplare di Loligosepia, ed evidentemente indicanti i resti di un pasto, indicano che questo animale era un predatore di belemniti (Fuchs et al., 2013).